# 糞禮記
糞禮記 （朝: 분례기）は、韓国の小説家・方榮雄が1967年に発表した小説。
文学雑誌『創作と批評』に掲載された本作は、厠で生まれたことから「糞禮」と名付けられた女の一生を描いている。
本作はこれまでに何度か映像化されており、本項ではこれらの作品についても解説する。

## 映画
糞禮記 （朝: 분례기、英題：Bun-Rye's Story）はユ・ヒョンモク監督による映画作品で、1971年5月6日に公開された。

### あらすじ
母親が厠で産み落としたことからブンレ（糞禮）と名付けられた女は、貧困の中で育った。
ブンレは、既婚者のヨンパルに乱暴され、捨て鉢でヨンチョルの内妻となる。
ところが、ヨンチョルは賭博好きで家庭に関心がなく、しかも性的に不能だった。
ブンレは夫に尽くす一方、コン・ジョウシ（Kong Jo-shi）はブンレのことをあきらめきれずにいた。ある日、文無しとなったヨンチョルはブンレにつらく当たり、家から追い出す。
それを知ったジョウシがヨンチョルを殺した結果、ブンレは精神的に追い詰められて気が狂ってしまった。

### キャスト
- ブンレ：ユン・ジョンヒ
- ヨンチョル：イ・スンジェ
- ヨンパル：ホ・ジャンガン
- チェ・ナミョン（朝鮮語版）
- チュ・ジュンニョ（朝鮮語版）
- ヨンチョルの母： サ・ミジャ
- アン・インスク（朝鮮語版）

### 配給
1971年5月6日、本作は韓国の國都劇場にて18禁映画として公開された。観客動員数は 96,281人を記録した

### 受賞歴
- 1971年第10回大鐘賞[1][2][3]
  - 最優秀監督賞（ユ・ヒョンモク）
  - 最優秀女優賞（ユン・ジョンヒ）
  - 最優秀女優賞（サ・ミジャ）
  - 最優秀音楽賞（キム・ヒジョ）
- 百想芸術大賞
  - 最優秀演技賞（男性部門）(ホ・ジャンガン)

### フィルム紛失から再発見、そして再公開まで
本作のフィルムは所在不明とされてきたが、外国語版のプリントが韓国国外で見つかり、韓国映画振興委員会がそのプリントを修復し、2009年5月18日にソウル北部にある映画館で公開された。

## テレビドラマ
本作のテレビドラマ版は、プルレギ（분례기）というタイトルで、1992年1月20日から 3月10日にかけて韓国の放送局・SBSの月火ドラマ枠で放送された。

### キャスト
- トンレ（똥례）：シン・ヨンジン（신영진）
- チョ・ヨンチョル（조영철）：イ・ドンジン（이동진）
- ソク書房（석 서방）：ユン・ムンシク（朝鮮語版）
- トンレの母（똥례 모)： ユン・ヨジョン
- ヨ・ウンゲ
- ナ・ムニ（朝鮮語版）
- キム・インムン（朝鮮語版）
- チェ・ナチョン（최낙천）
- チャン・ハンソン（朝鮮語版）
- ホラン婆さん（호랑할매）：ソク・クムソン （朝鮮語版）
- ミョンファ（명화）：ヤン・グムソク（朝鮮語版）
- 철봉：チョ・ヨンテ(조용태)
- コン・ホソク（공호석） : 용팔
- 병춘：グォン・ボクスン（권복순）
- 조동평： グォン・ソジョン（권소정）